# Elis
Elis — ліхтенштейнський готик-метал-гурт із міста Вадуц, що був утворений вокалісткою Сабіною Дюнзер та гітаристом Пітом Шрайтом у 2003 після розпаду гурту Erben der Schöpfung у 2002. У 2006 одна із засновниць гурту Сабіна Дюнзер померла у лікарні внаслідок внутрішньомозкового крововиливу.

## Склад
Теперішній колектив
- Піт Шрайт – електрогітара (2003–2012)
- Том Сахер – бас-гітара, гроулінг (2003–2012)
- Макс Нешер – барабани (2004–2012)
- Кріс Грюбер – гітара (2005–2012)

Колишні учасники
- Франко "Франкі" Коллер – барабани (2003–2004)
- Рене Марксер – барабани (2004)
- Юрген "Big J" Брогер – гітара (2003–2005)
- Сабіна Дюнз – вокал (2003–2006) (померла у 2006)
- Сандра Шлерет – вокал (2006–2011)
- Сімон Крістінат – вокал (2011–2012)

Сесійні музиканти
- Тревор – барабани (2009)

## Дискографія
Студійні альбоми
- God's Silence, Devil's Temptation (2003)
- Dark Clouds in a Perfect Sky (2004)
- Griefshire (2006)
- Show Me the Way (2007) (міні-альбом)
- Catharsis (2009)

Сингли
- "For Such a Long Time" (2003)
- "Der letzte Tag" (2004)
- "Show Me the Way" (2007)

Музичні відео
- "Der letzte Tag" (2004)
- "Show Me the Way" (2009)